# Elena Torres
Elena Torres Miranda (Valtierra, Navarra, España, 29 de septiembre de 1969) es una política navarra perteneciente al Partido Socialista de Navarra (PSN-PSOE), partido del que es vicesecretaria general. Fue presidenta del Parlamento de Navarra entre 2007 y 2011.

## Biografía
Diplomada en Enfermería, ha trabajado en el Hospital Reina Sofía de Tudela (Navarra), estando en al actualidad en excedencia.
Se afilió al PSN-PSOE en 1990. Entre 1995 y 1999 fue teniente del famoso Alcalde Alfonso Mateo Miranda de Valtierra cuyo cargo como alcalde ha durado más de 20 años seguidos y donde en la actualidad aún permanece.Entre 1997 y 2000 Elena fue Secretaria de Salud de la Comisión Ejecutiva Regional del PSN-PSOE. En 1999 fue elegida por primera vez parlamentaria del Parlamento Foral de Navarra. Fue reelegida en 2003 y 2007.
En julio de 2004 fue elegida vicesecretaria general del PSN-PSOE. En junio de 2007 fue elegida presidenta del Parlamento de Navarra, gracias a los votos, aparte de su grupo, de UPN y CDN. Entre marzo y junio de 2008 ocupó en funciones la secretaría general del PSN-PSOE tras la hemorragía cerebral sufrida por Carlos Chivite. En junio de 2008 fue reelegida como vicesecretaria general del PSN-PSOE. Tras las elecciones autonómicas de 2011 fue reelegida diputada en el parlamento navarro, entrando a formar parte del gobierno de coalición entre UPN y PSN. El 15 de junio de 2012, debido a la destitución por parte de la presidenta, Yolanda Barcina, del vicepresidente del Gobierno Roberto Jiménez, presentó su dimisión como consejera del gobierno navarro.
| Predecesor: María Asunción Apesteguía | Vicesecretaria general del PSN-PSOE 2004-2012                                                | Sucesor: Cargo suprimido |
| Predecesor: Rafael Gurrea Induráin    | Presidenta del Parlamento de Navarra 2007-2011                                               | Sucesor: Alberto Catalán |
| Predecesor: María Isabel García Malo  | Consejera de Política Social, Igualdad, Deporte y Juventud del Gobierno de Navarra 2011-2012 | Sucesor: Jesús Pegenaute |

- Datos: Q8774756